# Michel Oreste
Michel Oreste-Lafontant, más conocido como Michel Oreste (8 de abril de 1859 - 28 de octubre de 1918) fue un político haitiano, Presidente de la República de Haití desde el 4 de mayo de 1913 hasta el 27 de enero de 1914. Durante su presidencia, al acercarse la Primera Guerra Mundial, Oreste no oculta su apoyo a Alemania. Su gobierno parcialmente dictatorial causó su caída el 27 de enero de 1914, unos meses antes del comienzo de la Primera Guerra Mundial. Se exilió en Nueva York, donde falleció en 1918.

## Biografía
Entre 1912 y 1913 fue miembro del Senado de Haití en representación del departamento de Oeste.
Michel Oreste fue elegido el 4 de mayo de 1913 como Presidente de la República por la Asamblea Nacional, en un contexto de agitación después de la muerte del presidente Tancrède Auguste. Según Oreste, el país podía salir de la crisis solo si el poder legislativo y ejecutivo se concentraban en una sola persona. Algunos temieron entonces una dictadura, y Orestes tuvo que renunciar al 27 de enero de 1914 bajo la presión de una posible insurrección. Se exilió primero en Colombia y luego en Nueva York, donde falleció en 1918. Después de su renuncia y partida, le sucedió Oreste Zamor.